# Nervo cutaneo mediale del braccio
Il nervo cutaneo mediale del braccio è un nervo sensitivo che origina come ramo terminale del tronco secondario mediale del plesso brachiale. A volte viene considerato un ramo collaterale. Riceve fibre da C8 e T1 e innerva la cute della faccia mediale del braccio.

## Decorso
Dopo la sua origine in cavità ascellare, il nervo decorre medialmente all'arteria brachiale. Prima della sua uscita dalla cavità ascellare, si anastomizza con il secondo nervo intercostale (nervo intercostobrachiale). A metà del braccio perfora la fascia brachiale e diventa sottocutaneo, proseguendo fino al gomito. Durante il suo decorso emette vari rami sensitivi per la cute mediale del braccio.